# 瑙丘镇区
瑙丘镇区是缅甸掸邦皎梅县下辖的一个镇区，治所位于瑙丘。